# يواخيم لوتمان
يواخيم لوتمان Joachim Lottmann (ولد في 6 أكتوبر 1956 في هامبورغ) هو أديب وصحفي ألماني.

## حياته
يعتبر يواخيم لوتمان من رواد الأدب الشعبي الألماني. أصدر أول كتاباته في عام 1987 وهو كتاب بعنوان «مايو ويونيو ويوليو» Mai,Juni,Juli لكنه انتقد نقدا هداما في تلك السنة، لكنه نشر مرة أخرى بعد أن تم اختاريه في عام 2005 ليكون في قائمة أهم الكتب الألمانية في العشرين سنة الأخيرة. وتتميز كتابات لوتمان النثرية بأسلوب المديح الساخر مستخدما الإحالة المستمرة إلى كريستيان كراخت في «الوحدة الألمانية», أو في مقالاته العديدة حول جيرهارد شرودر والحزب الاشتركي الديمقراطي في صحفية دي تاغس تسايتونغ.
وقد انتقده راينارد جوتس ووصفه بأنه «شر حقيقي» واستخدم مفردات مثل verlottmannt، lottmannhaft kaputt، lottmanesk كصفات للنقد.

## من أعماله
- مايو ويونيو ويوليو 1987.
- الوحدة الألمانية 1999.
- شباب اليوم 2004.
- شعب تسومبي 2006.
- على الحدود ليلا في الساعة الثانية عشرة والنصف 2007.